# Blanche van Lancaster

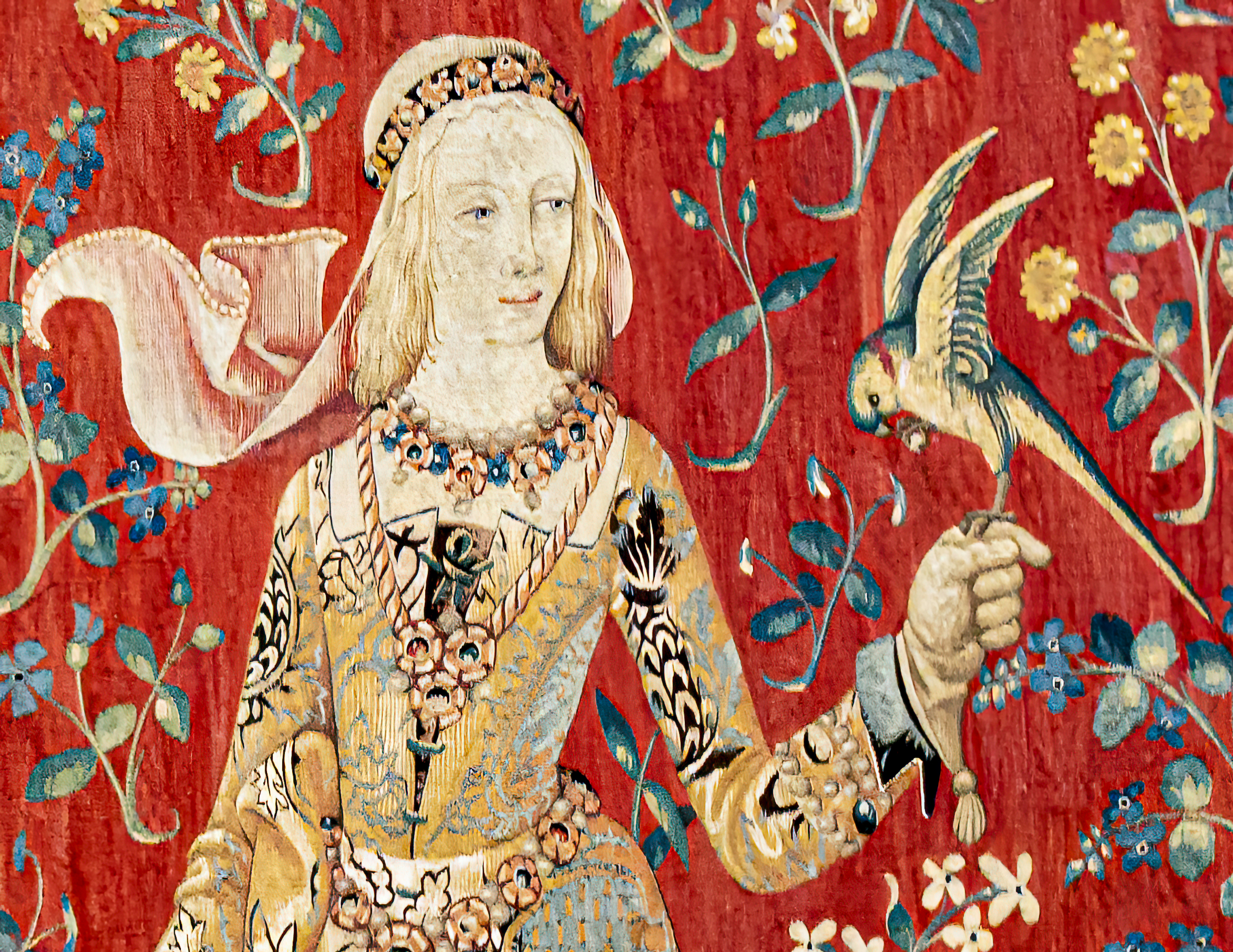
Beeltenis die van Blanche van Lancaster zou zijn.

Blanche van Lancaster (Bolingbroke, 25 maart 1345 — aldaar, 17 september 1369) was de eerste vrouw van Jan van Gent en moeder van de eerste koning uit het huis van Lancaster, Hendrik IV van Engeland.
Blanche van Lancaster is vooral bekend doordat twee belangrijke middeleeuwse schrijvers, Geoffrey Chaucer en Jean Froissart, in hun werk door haar zijn geïnspireerd.
Blanche werd geboren in het kasteel van Bolingbroke, Lindsey, in het graafschap Lincolnshire, als tweede dochter van Hendrik van Grosmont, de eerste hertog van Lancaster, en Isabel van Beaumont. Haar vader behoorde tot de koninklijke familie en was een belangrijk krijgsheer. Hendrik van Grosmont was invloedrijk aan het hof, waar hij functies als raadgever en diplomaat vervulde. Toen hij in 1361 stierf zonder mannelijke opvolgers, dreigde de titel verloren te gaan.
Blanche van Lancaster trouwde op 19 mei 1359 met Jan van Gent, de derde zoon van Eduard III van Engeland, waarbij zij als bruidsschat de graafschappen van Lancaster, Derby en Lincoln meebracht. Hierdoor werd de titel hertog van Lancaster overgedragen aan Jan van Gent en bleef aldus behouden.
Jan van Gent erfde echter niet alle titels totdat de zus van Blanche, Maud, was overleden (1362).
Blanche stierf op 17 september 1369 op 24-jarige leeftijd aan de builenpest. Jan van Gent maakte ten tijde van haar overlijden een zeereis. Hij organiseerde naderhand jaarlijkse herdenkingen. Voor een van deze herdenkingen schreef de jonge Geoffrey Chaucer als eerbetoon aan Blanche het “Book of the Duchess”.
Jan van Gent trouwde in 1371 opnieuw met Constance van Castilië.
Naderhand liet haar echtgenoot haar stoffelijke resten overbrengen naar St Paul's Cathedral in Londen, waar hij in 1399 naast haar begraven zou worden.

## Nageslacht
- Filippa van Lancaster (1360-1415)
- Jan Plantagenet (1362-1365)
- Elizabeth Plantagenet (1363-1426)
- Eduard Plantagenet (1365 - 1365)
- Hendrik, later koning van England (1367-1413)
- Isabel Plantagenet (1368-136x)

- International Standard Name Identifier: 0000 0000 2612 2269
- Library of Congress Control Number: n86802740
- Nationale Bibliotheek van Israël: 987008575564205171
- Nederlandse Thesaurus van Auteursnamen: 091374332
- Virtual International Authority File: 11336386
- WorldCat: E39PBJgtcxPYktXxmq9XHwPfbd